# Karl Lehmann (kardinal)
Karl Lehmann, född 16 maj 1936 i Sigmaringen i Baden-Württemberg, död 11 mars 2018 i Mainz i Rheinland-Pfalz, var en tysk kardinal i den romersk-katolska kyrkan. Han var biskop av Mainz och var ordförande i den tyska biskopskonferensen.
Lehmann studerade filosofi och teologi vid Albert-Ludwigs-Universität i Freiburg im Breisgau och vid prästseminariet Collegium Germanicum et Hungaricum i Rom, därefter vid det påvliga universitetet Gregoriana. 1968 blev han professor vid Johannes-Gutenberg-Universität i Mainz, och från 1971 till 1983 var han professor i Freiburg.
Han blev biskop av Mainz 1983, och blev konsekrerad den 2 oktober av sin företrädare kardinal Hermann Volk i domkyrkan i Mainz. 1987 blev han ordförande i den tyska biskopskonferensen. Han återvaldes 1993, 1999 och 2005. Den 15 januari 2008 kungjorde han att han skulle dra sig tillbaka från uppgiften den 18 februari samma år.
Den 28 januari 2001 utsåg påven Johannes Paulus II honom till kardinal.